# باسيل بارتون
باسيل بارتون (بالإنجليزية: Basil Barton)‏ هو سياسي بريطاني (وحمل سابقاً جنسية المملكة المتحدة لبريطانيا العظمى وأيرلندا)، ولد في 1879، وتوفي في 2 يوليو 1958. حزبياً، نشط في حزب المحافظين. في الانتخابات العامة في المملكة المتحدة 1931 ‏، انتخب عضو برلمان المملكة المتحدة الـ36 عن دائرة Kingston upon Hull Central ‏ (27 أكتوبر 1931 – 25 أكتوبر 1935).